# Boro (Formula 1)
Boro je nekdanje nizozemsko moštvo Formule 1, ki je v prvenstvu sodelovalo med sezonama 1976 in 1977. Moštvo je nastopilo na osmih dirkah, toda ni osvojilo prvenstvenih točk. Dirkača sta bila Larry Perkins in Brian Henton.

## Popoln pregled rezultatov
(legenda) 
| Leto | Šasija           | Motor             | Gume | Dirkač        | 1   | 2   | 3    | 4    | 5   | 6   | 7   | 8   | 9   | 10  | 11  | 12  | 13  | 14  | 15  | 16  | 17  | Toč | Prv |
| ---- | ---------------- | ----------------- | ---- | ------------- | --- | --- | ---- | ---- | --- | --- | --- | --- | --- | --- | --- | --- | --- | --- | --- | --- | --- | --- | --- |
| 1976 | Boro Ensign N175 | Ford Cosworth DFV | G    |               | BRA | JAR | ZZDA | ŠPA  | BEL | MON | ŠVE | FRA | VB  | NEM | AVT | NIZ | ITA | KAN | ZDA | JAP |     | 0   | NC  |
| 1976 | Boro Ensign N175 | Ford Cosworth DFV | G    | Larry Perkins |     |     |      | 13   | 8   | DNQ | Ret |     |     |     |     | Ret | Ret |     |     |     |     | 0   | NC  |
| 1977 | Boro 001         | Ford Cosworth DFV | G    |               | ARG | BRA | JAR  | ZZDA | ŠPA | MON | BEL | ŠVE | FRA | VB  | NEM | AVT | NIZ | ITA | ZDA | KAN | JAP | 0   | NC  |
| 1977 | Boro 001         | Ford Cosworth DFV | G    | Brian Henton  |     |     |      |      |     |     |     |     |     |     |     |     | DSQ | DNQ |     |     |     | 0   | NC  |